# Чонгар (полуостров)
Чонгар, или Чонгарский полуостров (укр. Чонгар, Чонгарський півострів), — полуостров в северной части залива Сиваш Азовского моря. Административно относится к Геническому району Херсонской области. Вместе с подходящим к нему со стороны Крыма полуостровом Тюп-Джанкой и Чонгарским проливом разделяет Сиваш на две части: западную и восточную. Чонгар соединён многочисленными мостами и насыпными дамбами с Крымским полуостровом.

## Этимология
Название произошло от турецко-татарского слова «чонгар, жонгар» (джунгар), так турки и крымские татары называли калмыков (джунгар), которые перекочевав из Джунгарии в XVII—XVIII в.в., часто совершали набеги на Крымское ханство, проходя через указанный полуостров и переправляясь через узкий, часто пересыхавший пролив в Крым.

## География
Полуостров выступает в залив Сиваш, расположенный юго-западнее от Новоалексеевки. Вытянутый с юга на север, имеет изрезанные контуры. Отделен от полуострова Тюп-Джанкой Чонгарским проливом. Максимальная высота составляет 19,9 м (южнее села Черниговка). Уровень береговой линии полуострова — −0,4 м ниже уровня моря. Берега обрывистые с пляжами и без (абразионные клифы) высотой до 11 м и пологие берега (местами с отмелями). Нет рек. Встречаются небольшие по площади озёра (Соколовское, безымянные) с примыкающими солончаками. Есть ямы и курганы. Растительность представлена лесополосами. Западнее отделён от острова Куюк-Тук узким проливом, южнее отмелями от острова Верблюдка.
На полуострове расположены сёла Атамань, Николаевка, Новый Труд, Поповка, Сиваш, Черниговка, Чонгар, посёлок Зализничное. На юге полуострова расположен украинский КПП «Чонгар».
По полуострову проходит автодорога Е-105/М-18, соединяющая Чонгар и Джанкой, и ж/д линия Новоалексеевка—Джанкой (с севера на юг станции Сальково и Джимбулук, платформы 1328 км и 1334 км, станции Чонгар и Сиваш).

## Военное значение
Чонгарский полуостров, наряду с Перекопским перешейком и Арабатской стрелкой, является местом, соединяющим Крымский полуостров с материком. В прошлом это придавало ему большое стратегическое значение. Так, во время Гражданской и Великой Отечественной войн в районе Чонгара проходили крупные бои. В частности, в 1919—1920 годах войсками генерала Врангеля, при участии французских инженеров, на прилегающих к Чонгару Тюп-Джанкойском и Таганашском полуостровах Крыма были возведены Чонгарские укрепления.
В феврале—декабре 2014 года пост ГАИ рядом с селом Чонгар и близлежащая территория Чонгарского полуострова контролировались силами самообороны Крыма и российскими войсками (см. аннексия Крыма).

Галерея
Ландшафт
Ландшафт
КПП «Чонгар»
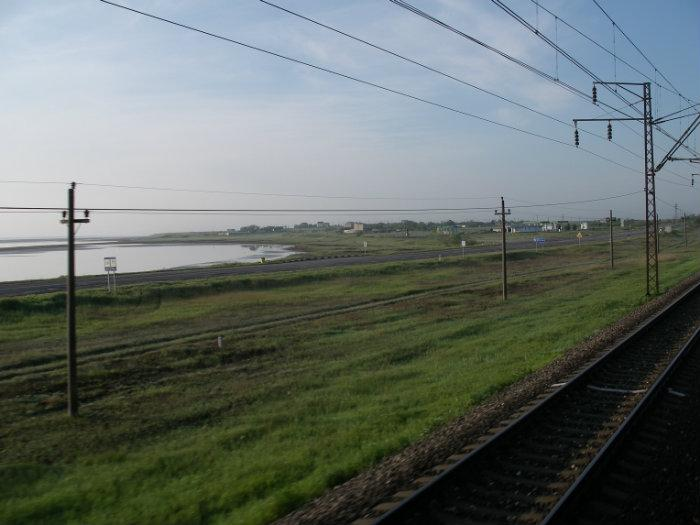
Ж/д и автодорога, озеро Соколовское